# Andrée Pelletier
Andrée Pelletier est une actrice québécoise née le 24 août 1951 à Montréal[réf. nécessaire].

## Filmographie
- 1971 : Les Mâles
- 1975 : Mustang
- 1976 : Né pour l'enfer (Die Hinrichtung) de Denis Héroux
- 1976 : East End Hustle
- 1977 : Outrageous! de Richard Benner :
- 1978 : Marie Ann
- 1978 : The Third Walker
- 1979 : Au revoir... à lundi
- 1980 : L'Homme à tout faire
- 1980 : Justocoeur
- 1982 : Latitude 55
- 1983 : Tell me that you love me
- 1984 : Watts
- 1986 : Bach et Bottine
- 1988 : Les Tisserands du pouvoir
- 1990 : Vincent et moi
- 1991 : Solo
- 1991 : Smoked Lizard Lips
- 1991 : Nénette
- 1993 : Matusalem